# Silberfuchs hadművelet
Az Unternehmen Silberfuchs (magyarul: „Ezüstróka” hadművelet) német hadművelet volt a második világháború idején, mely céljául finn területről kiindulva Murmanszk szovjet kikötőjének elfoglalását tűzte ki.

## Tervezés és felkészülés
1940 júliusa óta Németország – felkészülve a szovjet-finn háború kiújulására – a Renntier (Rénszarvas)-hadművelet keretében tervezte a petsamói nikkelbányák elfoglalását. A Birodalom 1940 szeptemberétől fogva lehetőséget kapott, hogy csapatokat és utánpótlást szállítson Észak-Finnországon át. 1941 januárjában Erich Buschenhagen német tisztet Finnországba küldték, hogy a házigazdákkal megvitassa egy finn irányítás alatt végrehajtandó, a Szovjetunió ellen irányuló közös német-finn katonai együttműködés lehetőségét. Február végén Buschenhagen felhatalmazást kapott, hogy összehangolt hadmozdulatokról tárgyaljon Helsinkiben. A katonai együttműködési megállapodásnak köszönhetően a németek előkészítették norvégiai haderejük zömének Finnországba csoportosítását. Ezeket a hadműveleteket (Blaufuchs I és Blaufuchs II) 1941-ben kezdték végrehajtani. Öt német hadosztály és több kiegészítő erő (köztük két különleges célú páncélosegység) foglalta el hadállásait Észak-Finnországban, és csatlakoztak a hadgyakorlat címén a határ mentén mozgósított finn erőkhöz.
A finnek és a németek végül egy két fő csapásirányt magában foglaló, három szakaszra bontott offenzíva tervében állapodtak meg. Az első cél a petsamói régió elfoglalása volt, mely feladat végrehajtásával az Eduard Dietl vezérezredes parancsnoksága alatt álló Norwegen hegyivadász hadtest két hadosztályát bízták meg. Ezzel a Kirkenes környékén állomásozó hegyivadászok alkalmas helyzetbe kerültek volna, hogy támadást indítsanak Murmanszk ellen.
A második és harmadik szakaszt egyidejűleg kívánták elindítani. Az északi irányú támadás (Platinfuchs-hadművelet) során a „Norwegen” hegyivadász hadtest harcoló alakulatainak, kiegészülve a finn Ivalo határőrzászlóaljjal Petsamótól keleti irányban kellett előrenyomulniuk a tengerparton a Barents-tenger és Murmanszk-felé. Erre a hadmozdulatra jóval az északi sarkkörtől északra került sor, ezért a terep és az időjárás rendkívüli módon megnehezítette a hadmozdulatokat. Az egész hadműveletből ez a kihívás kecsegtette a sikerre vonatkozó legkisebb esélyekkel a finn-német erőket. Bár Murmanszk a háború későbbi szakaszában a Szovjetunió egyik létfontosságú köldökzsinórjává vált nyugati szövetségesei felé, 1941 elején a németek csak másodlagos célpontnak tekintették. Ugyan az előírt cél Murmanszk elfoglalása volt, a Platinfuchs fő hasznának az orosz csapatok lekötését tekintették, hogy megakadályozzák déli irányú átcsoportosításukat Leningrád felé.
A Polarfuchs (Sarkiróka) fedőnévre keresztelt déli irányú támadást átkaroló hadmozdulatnak szánták kiötlői. Hans Feige lovassági tábornok XXXVI. hadtestének a két különleges célú páncélosegységgel kiegészítve Kuusamo vidékéről kellett kelet felé nyomulnia a Salla-Urinsalmo vonalon. E hadmozdulat célja a Fehér-tenger partján fekvő karéliai Kandalaksa városának elfoglalása volt, egyúttal lekötve a szovjet Északi Front egységeit és elvágva Murmanszkot és a Kola-félszigetet a Szovjetunió többi részétől.
Hasonlóképp a finn karéliai hadsereg délre, a Ladoga-tó és a Szvir-folyó irányába  tervezte saját offenzíváját.

## A Renntier-hadművelet
A Renntier, az offenzíva első fázisa 1941. június 22-én, a Barbarossa hadművelettel egyidőben kezdődött. A „Norwegen” hadtest 2. és 3. hegyivadász hadosztálya Kirkenesből a finn ellenőrzés alatt álló Petsamóba indult. A hadművelet sikeresnek bizonyult, a szovjet határőregységek meglepődve vették tudomásul a hegyivadászok megjelenését a tőszomszédságukban. Dietl csapatai harckészültségben várakoztak a Platinfuchs elindítására. Délen pedig Feige XXXVI. hadteste folytatta az előkészületeket a támadásra. Június 25-én a szovjetek nagyobb lélegzetű légitámadásra szánták el magukat, ami Finnország hadüzenetét vonta maga után.

## Kettős támadás
Június 29-én, a Polarfuchs és a Platinfuchs is elkezdődött.
Északon Dietl támadásával szemben két szovjet hadosztály sorakozott fel. A táj kihalt holdbéli vidékre hasonlított. A hideg miatt sem fák, sem érdemleges vegetáció nem nőtt a sík terepen. A felszínt nagy kiterjedésű sziklagörgetegek tették járhatatlanná a gépjárművek és a harckocsik számára. Mivel a vidéken lényegében teljesen hiányzott az úthálózat, a németek kénytelenek voltak azt saját maguk kiépíteni. A járművek mozgása ezekre a hevenyészett utakra korlátozódott, amivel eszményi célpontul kínálkoztak a szovjet tüzérség számára. Az utánpótlási nehézségek leküzdése érdekében a németek Görögországból származó teherhordó állatokat használtak, amelyekkel azonban gyorsan végzett a zord klíma. A támadás lelassult, majd elakadt, ami főleg az utánpótlási problémák eredménye volt. A német-finn ellátmánynak a legközelebbi vasútvonaltól több mint 500 km-t kellett megtennie, míg a szovjetek mindössze 60 km-re álltak Murmanszktól és a vasútról leágazó vakvágányok is segítették a helyzetüket. Ahogy a hegyivadászok lassan előrenyomultak, a szovjetek megerősítették a frontszakaszt egy újabb hadosztállyal és számos murmanszki tengerészgyalogos egységgel. A szovjetek így számbeli fölényben és alaposan beásva nyugodtan nézhettek szembe a támadókkal. Miután Dietl számos sikertelen kísérletet tett, hogy átkeljen a Licsa-folyón, szeptember 22-én kénytelen volt jelenteni, hogy a Platinfuchs kudarcot vallott. Miután a hegyivadászok felhagytak a támadó hadműveletekkel és beásták magukat, a frontvonalak megmerevedtek. A háború hátralevő részére a helyzet nagyjából stabilizálódott és a napi harccselekmények javarészt a síléces járőrszolgálatra korlátozódtak.
Délen a Polarfuchs a Platinfuchsszal egyidőben vette kezdetét. A terep, amelyet a XXXVI. hadtestnek le kellett küzdeni, nagyban különbözött az északi területektől. A Kuusamo környéki régió egyetlen hatalmas erdőség volt, toronymagas fákkal és dús aljnövényzettel, ami itt-ott patakok és kisebb-nagyobb mocsarak tagoltak. A városokban és a javarészt megművelt földekkel övezett német vidéken nevelkedett támadók harci morálját nagymértékben rombolta ez a hadszíntér. Bár a terep különbözött az északitól, a behatolók itt sem értek el nagyobb sikereket, főként mert a gépjárművek itt is a ritkásan futó utakra kényszerültek, kitéve magukat a szovjet elhárító tüzérség csapásainak.
A Nord SS-Kampfgruppét Märkäjärvi és Salla faluk között vetették be. Bár a parancsnokuk tiltakozott a támadásra való utasítás ellen a csapatok alacsony harckészültsége miatt, felettesei ezt nem vették figyelembe. A Kampfgruppe a harcok során gyenge teljesítményt nyújtott és két nap alatt súlyos, 700 fős veszteséget szenvedve szó szerint megtört az ellenség vonalai előtt. A Kandalaksha irányába való előrenyomulás lelassult, majd megállt, Feige csapatai beásták magukat és a front, a járőrözést és az esetenkénti rajtaütéseket leszámítva stabilizálódott. Végül Hitler parancsára a németek felhagytak a támadó hadmozdulatokkal.

## Következmények
A Silberfuchs kudarca jelentős és tartós hatást gyakorolt a háború menetére. Míg a szovjet vonalak zöme 1941-ben összeomlott, Panyin Északi Frontja kitartott, mintegy 15%-os veszteséget okozva a németeknek. A német balsikernek számos összetevője volt: legelsősorban a terepviszonyok, amelyek jelentős mértékben lassították az előrenyomulást, ráadásul az offenzíva során nem jelölték ki azt az áttörési pontot (Schwerpunkt), amely a Blitzkrieg sikeres folytatásának előfeltétele. Ennek hiányában a frontvonal megmerevedése és a katonai helyzet kiegyensúlyozottsága elkerülhetetlenné vált.
Murmanszk kikötője a háború egész ideje alatt szovjet kézben maradt és a kölcsönbérleti szerződés révén a Szovjetunióba érkező hadianyag mintegy egynegyedét ezen a kikötőn keresztül fogadták (a fennmaradó háromnegyed rész fő útvonalait Vlagyivosztok és Szibéria, Perzsia, valamint kis részben a Fekete-tenger jelentették. Ezek a szállítmányok tették lehetővé, hogy a szovjetek gyorsan erőre kapjanak az 1941-es katasztrófa után.
A háború északon 1944 szeptemberéig tartott, amikor a finnek békét kértek és megkezdődött a lappföldi háború, mindazonáltal ezen a fronton a döntő győzelem kicsikarása egyik fél számára sem vált lehetővé a harcok során.